# تشارلز إي. كيارني
تشارلز إي. كيارني (بالإنجليزية: Charles E. Kearney)‏ هو شخصية أعمال أمريكي، ولد في 8 مارس 1820، وتوفي في 3 يناير 1898.